# Johann Leonhard Deifel

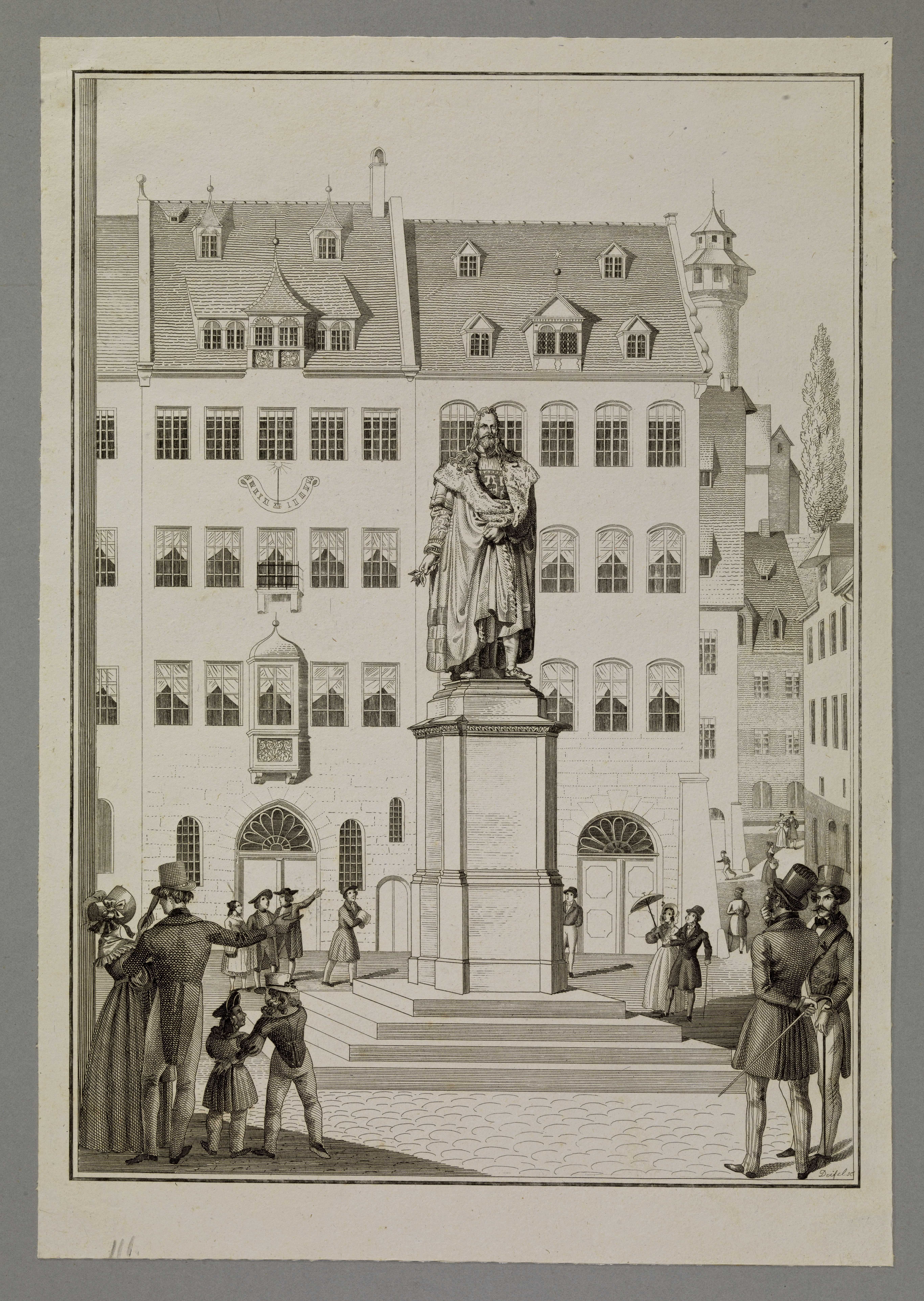
Ansicht des Albrecht Dürer-Denkmals, Radierung von Johann Leonhard Deifel, um 1840

Johann Leonhard Deifel (* 1812 in Nürnberg; † um 1865 ebenda) war ein deutscher Zeichner, Aquarellist und Kupferstecher. 
Er war von 1827 bis 1830 Schüler an der Nürnberger Kunstschule unter Albert Christoph Reindel und von Carl F. Mayer. Er schuf Kreidezeichnungen nach der Antike, nach alten Meistern und Zeitgenossen sowie Bildnisse nach dem Leben. Er stach Ansichten von Nürnberg, z. T. nach Zeichnungen von Georg Eberlein und Georg Christoph Wilder. 